# Challenger de Brisbane 2025
El torneo Queensland International 2025, denominado por razones de patrocinio Brisbane QTC Tennis International #1 fue un torneo de tenis perteneció al ATP Challenger Tour 2025 en la categoría Challenger 75. Se trató de la 1ª edición; el torneo tuvo lugar en la ciudad de Brisbane (Australia), desde el 27 de enero hasta el 6 de febrero de 2025 sobre pista dura al aire libre.

## Jugadores participantes del cuadro de individuales
| Preclasificado | País                 | Jugador            | Rank1 | Posición en el torneo |
| 1              | Bandera de Australia | Rinky Hijikata     | 72    | Segunda ronda         |
| 2              | Bandera de Australia | Adam Walton        | 90    | Semifinales           |
| 3              | Bandera de Australia | Li Tu              | 168   | Primera ronda         |
| 4              | Bandera de Australia | Alex Bolt          | 172   | Cuartos de final      |
| 5              | Bandera de Australia | Tristan Schoolkate | 173   | CAMPEÓN               |
| 6              | Bandera de Australia | Omar Jasika        | 179   | Semifinales           |
| 7              | Bandera de Japón     | Yuta Shimizu       | 193   | Segunda ronda         |
| 8              | Bandera de Australia | Bernard Tomic      | 212   | Cuartos de final      |

- 1 Se ha tomado en cuenta el ranking del 13 de enero de 2024.

### Otros participantes
Los siguientes jugadores recibieron una invitación (wild card), por lo tanto ingresan directamente al cuadro principal (WC):
- Hayden Jones
- Jason Kubler
- Pavle Marinkov

Los siguientes jugadores ingresan al cuadro principal tras disputar el cuadro clasificatorio (Q):
- Jacob Bradshaw
- Jacob Brumm
- Shinji Hazawa
- Matt Hulme
- Kokoro Isomura
- Illya Marchenko

## Campeones

### Individual Masculino
- Tristan Schoolkate derrotó en la final a  Marek Gengel por 7–6(3), 7–6(4)

### Dobles Masculino
- Matthew Romios /  Colin Sinclair derrotaron en la final a  Joshua Charlton /  Patrick Harper por 7–6(2), 7–5